# Bősz Anett
Bősz Anett (Budapest, 1986. december 18. –) liberális politikus. 2019 novembere óta a Magyar Liberális Párt elnöke, 2018. évi parlamenti választáson listás képviselői mandátumot szerzett. Később Bősz Anett kilépett a Párbeszéd frakciójából, utódja Mellár Tamás független országgyűlési képviselő csatlakozott a Párbeszéd frakciójához. 2019. december 9-én bejelentette, hogy belép a DK parlamenti frakciójába.
A 2021-es magyarországi ellenzéki előválasztáson már a Demokratikus Koalíció jelöltjeként indult és győzött az érdi választókerületben. A 2022-es választáson vereséget szenvedett a Fidesz jelöltjétől, Aradszki Andrástól, így nem jutott be az országgyűlésbe. 2022 és 2024 között Budapest egyik főpolgármester-helyettese.

## Tanulmány
Az Alternatív Közgazdasági Gimnáziumban folytatott tanulmányainak elvégzését követően, a Budapesti Corvinus Egyetem Közgazdaságtudományi karán szerzett diplomát Nemzetközi Gazdaság szakon, 2011-ben. Közben egy évig vezette a kar Hallgatói önkormányzatát, 2008-ban, ahol elnöki mandátumának megszűnését követően, a szervezet külső, marketingkommunikációval és újságírással foglalkozó munkatársa volt. 2010-ben elnyerte a Szabad Berlini Egyetem ösztöndíját, ahol a Politikatudományi Intézet hallgatójaként, a nemzetközi kapcsolatok, az emberi jogok, a diplomácia, valamint az európai integráció témakörében bővítette ismereteit. A Budapesti Corvinus Egyetem Közgazdaságtudományi karán szerzett doktori fokozatot.

## Munkássága
2009-ben egy évig vett részt a TV2, a legnagyobb, országos kereskedelmi tévécsatorna sajtóosztályának munkájában. Államvizsgája után, egy rendezvényszervezéssel foglalkozó brit cégnél helyezkedett el Berlinben. A német fővárosban eltöltött három év után, a Magyar Liberális Párt alapítója és egy évre rá, a párt ügyvivője, valamint az ifjúsági szervezet, a Fiatal Liberálisok alapítója és vezetője lett, majd a 2018-as Országgyűlési választásokon mandátumot szerzett. 2019 decembere óta a Magyar Liberális Párt elnöke.
2022-ben indult az ellenzéki előválasztáson, majd országgyűlési választáson, azonban mandátumot nem szerzett, így 4 év után kiesett a parlamentből. 2022 és 2024 között Budapest főpolgármester-helyettese.

## Magánélete
2020-ban házasságot kötött Csőzik Lászlóval, Érd polgármesterével.

## Díjai, elismerései
- Magyar Toleranciadíj (2022)
- Magyar Elismerő Oklevél (2023)